# Bez soucitu
Bez soucitu (From Paris with Love, tj. Srdečné pozdravy z Paříže) je akční film z roku 2010, který režíroval Pierre Morel podle scénáře Luca Bessona. Originální název filmu byl inspirován bondovkou Srdečné pozdravy z Ruska (From Russia with Love).

## Děj
James Reese je osobní asistent amerického velvyslance v Paříži. Kromě toho by se rád stal agentem tajných služeb, ale dostává prozatím jen drobné úkoly. Až když se má v Paříži uskutečnit mezinárodní summit, James musí spolupracovat s tajným agentem Charlie Waxem, který byl do Paříže vyslán, aby odkryl teroristickou síť. Charlie používá velmi tvrdé metody, což se Jamesovi nezamlouvá. Společně se jim podaří zneškodnit překupníky s kokainem a zmařit atentát na velvyslanectví.

## Obsazení
| John Travolta        | Charlie Wax            |
| Jonathan Rhys Meyers | James Reese            |
| Richard Durden       | velvyslanec Bennington |
| Kasia Smutniak       | Carolyn                |